# 青森県道114号菰槌木造線
青森県道114号菰槌木造線（あおもりけんどう114ごう こもつちきづくりせん）は、青森県つがる市を通る一般県道である。

## 概要
つがる市木造菰槌で青森県道12号鰺ケ沢蟹田線から分岐・青森県道185号出来島丸山線から南東方向へ連続し、つがる市木造浮巣で青森県道245号稲盛千代町山田線の森田町方面へ連続する。

### 路線データ
- 起点：つがる市木造菰槌[1]
- 終点：つがる市木造[1]

## 歴史
- 1961年（昭和36年）2月10日 - 県道に認定される[1]。

## 地理

### 交差する道路
- 青森県道12号鰺ケ沢蟹田線・青森県道185号出来島丸山線（起点）
- 青森県道164号林五所川原線（つがる市木造大畑）
- 青森県道115号川除木造線（つがる市木造浮巣）
- 青森県道241号木造停車場線（青森県道245号稲盛千代町山田線重複）（つがる市木造赤根、終点）

### 沿線の施設
- 出精郵便局
- つがる市立瑞穂小学校
- つがる市立木造中学校
- 青森県立木造高等学校